# Майнагашев, Степан Дмитриевич
Степа́н Дми́триевич Майнага́шев (8 января 1886 года — 29 апреля 1920 года) — российский этнограф, общественно-политический деятель, основатель хакасской письменности и автономии.

## Биография
Родился 8 января 1886 года (27 декабря 1885 года по ст. ст.) в аале Иресов Аскизской степной Думы соединённых разнородных племен. По сословному положению — инородец Казановского рода Аскизской инородной управы.
Сеок — томнар, субэтническая группа — сагайцы.
1906—1907 годы — учёба в Красноярской духовной семинарии.
1907—1910 годы — служба в Аскизской инородной управе.
1910—1911 годы — вольнослушатель Томского университета.
1911 год — студент отделения общественно-юридического цикла Московского городского народного университета имени Шанявского, известного как «вольная школа».
1913 год — командировка для сбора лингвистического и этнографического материала в Минусинский уезд.
1914 год — вторая командировка в Минусинский и Ачинский уезды.
31 января 1915 года женился на девице мещанского происхождения из города Красноуфимск Пермской губернии С. М. Парываевой в Богоявленской церкви города Торопец Псковской губернии.
1917 год — инициатор I Съезда хакасского народа. Предложил в качестве этнонима принять термин китайской историографии «хакасы».
20 июля 1917 года был избран в Национальный комитет, возглавил исполнительное бюро комитета.
8—17 ноября 1917 года — участие в работе I Сибирского областного съезда в Томске.
26 ноября 1917 года — участие в работе III Съезда Советов рабочих, крестьянских и солдатских депутатов в Минусинске.
7—15 декабря 1917 года — участие в работе чрезвычайного Сибирского съезда, который не признал большевистского переворота и образовал Сибирскую областную думу; вошёл в её состав.
Январь 1918 года — участие в работе IV Съезда Советов рабочих, крестьянских и солдатских депутатов в Минусинске; избран в судебный отдел исполкома, а в мае — в отдел социальной помощи.
Июнь 1918 года — вошёл (как представитель хакасов) в избранный VII Съездом Советов уездный комиссариат.
Июль 1918 года — на VI Съезде хакасского народа избирается председателем восстановленной Степной думы и депутатом в возродившуюся Сибирскую областную думу, которая к этому времени уже образовала Временное Сибирское правительство и приняла Декларацию о государственной независимости Сибири.
1919 год — после утверждения Советской власти участник повстанческого движения.
10 марта 1920 года — захвачен сводным отрядом милиции в аале Иресов вместе с родственниками.
24 апреля 1920 года — коллегией Минусинской уездной ЧК приговорен к расстрелу по обвинению в контрреволюционной деятельности (29 апреля было объявлено о приведении приговора в исполнение).
28 августа 2000 года — реабилитирован постановлением прокурора Красноярского края.

## Работы С. Д. Майнагашева

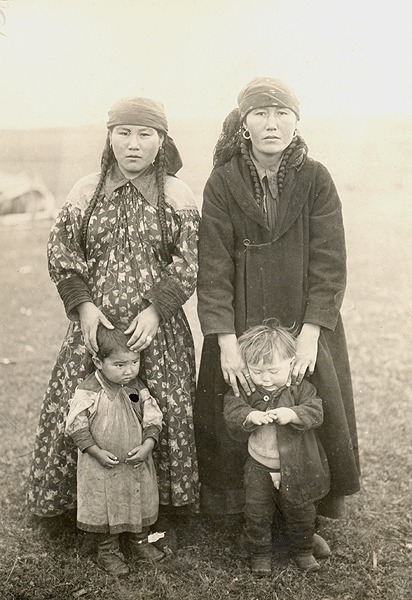
Фотография хакасок с детьми, сделанная С. Д. Майнагашевым

- Из материалов по шаманству у сагайцев и соседних племён. // Живая старина. — Выпуск III—IV. — Петроград, 1913.
- Борьба с шаманством в Минусинском крае. // «Сибирь», 20 декабря, 1913.
- Отчёт по поездке к турецким племенам долины реки Абакан летом 1913 года // Известия Русского комитета для изучения Средней и Восточной Азии в историческом, археологическом и этнографическом отношениях. — Серия II, № 3. — Петроград, 1914.
- Отчёт по поездке к турецким племенам Минусинского и Ачинского уездов Енисейской губ. летом 1914 года С. Д. Майнагашева // Там же. С. 117—128.
- Очередные итоги поземельного устройства инородцев Минусинского уезда // «Минусинский листок», 24 мая, 1914.
- Сказка о купеческом сыне и боярском сыне // Живая старина. Приложение № 3, Петроград, 1915. С. 45—50.
- Песня духу огня // «Минусинский листок», 1 марта, 1915.
- Загробная жизнь по представлению турецких племён Минусинского края // Известия Русского географического общества. / Живая старина. — Том XXIV, Выпуск 3. — Москва, 1915. С. 275—292.
- К вопросу о сокращении скотоводческого хозяйства Минусинских инородцев // «Труд». — № 148, 1916.
- Жертвоприношение Небу у бельтиров // Сборник Музея антропологии и этнографии имени Петра Великого при Императорской академии наук. Петроград, 1916. Том XIV, Выпуск 3. С. 93—102.
- Мелкий кредит среди инородческого населения Минусинского края // Труд. 1916. 14, 16, 19, 21 июня.
- Инородцам Минусинского и Ачинского уездов // Свобода и труд. 20 апреля 1917 г.